# Sminthurinus bimaculatus
Sminthurinus bimaculatus är en urinsektsart som beskrevs av Axelson 1902. Sminthurinus bimaculatus ingår i släktet Sminthurinus, och familjen Katiannidae. Arten är reproducerande i Sverige.